# Chronologie des faits économiques et sociaux dans les années 1520
Chronologie de l'économie
Années 1510 - Années 1520 - Années 1530

## Événements
- 1520-1530 : début de la traite des esclaves entre l’Afrique occidentale et le Nouveau Monde[1].
- 1520-1560 : âge d'or des foires de Lyon[2].
- Vers 1520 – vers 1560 : phase de hausse des salaires nominaux urbains en Normandie, liée à la hausse des prix qui dissimule la baisse constante des salaires réels et du pouvoir d’achat, accélérée après 1540[3].
- 1520-1521 : les diètes de Toruń et de Bydgoszcz en Pologne promulguent le privilège de Toruń (pl). Les seigneurs font prendre des mesures juridiques pour fixer les paysans à la terre et imposer un jour par semaine de corvée[4],[5].
- 1521-1522 : crise agricole en Europe. Disettes[6]. Sècheresse et famine en Andalousie[7]. Famine en Castille. Année de la Grande Disette au Portugal[8]. À Anvers, la courbe des salaires dressée par Van der Wee, nettement au-dessus de celle des prix jusque vers 1520 passe au-dessous de celle-ci. La ville, qui a affirmé sa primauté aux Pays-Bas et son rayonnement international de 1495 à 1520, entre dans une période de déclin jusque vers 1535, pendant laquelle la misère s'accroit, puis connait une seconde phase de croissance entre 1535 et 1565[9],[10].
- 1524-1526 : guerre des Paysans allemands brutalement étouffée par la noblesse[11] ; elle accroit le pouvoir des seigneurs et des gouvernements locaux. Charles Quint, occupé par sa lutte contre François Ier, les a laissés faire. Sa politique contre le luthéranisme s’inscrit dans le cadre de la lutte pour la primauté en Europe. Le débat confessionnel devient politique.
- Avril-mai 1525 : guerre des paysans en Alsace et en Lorraine réprimée par le duc de Lorraine. Les meneurs, dont le tanneur Érasme Gerber, Georges Ittel, prévôt de Rosheim et Diebold de Molsheim, sont des artisans, aubergistes, vignerons, paysans, clercs, qui savent lire. Ils présentent un programme à la fois social, politique et religieux : abolition des corvées et du servage, libre choix du prêtre par les paroissiens, dévolution exclusive de la dîme à l'entretien des pasteurs. Le mouvement sombre dans la violence après le refus des villes de le soutenir. La répression fait cent mille victimes[12].
- 1525 : L'Europe produit environ 100 000 tonnes de fer annuelles[13], dont 30 000 en Allemagne, 10 000 en France, 9 000 en Styrie, 8 000 à Liège, 5 000 en Espagne (Pays basque)[14].
- Après 1525 : la peste devient moins fréquente en France, ce qui s’explique peut-être par les mesures de quarantaines prises par le monde urbain[15].
- 1526 :
  - Hongrie : après Mohács, où périt la majorité des prélats de Hongrie, la plupart des évêchés sont vacants et le roi Ferdinand ainsi que de nombreux magnats en profitent pour mettre la main dessus. Plusieurs monastères et riches chapitres subissent le même sort. Certains seigneurs convertis à la Réforme exproprient les biens de l’Église catholique, alors que d’autre les passent à l’Église protestante de leur juridiction[16].
  - le sucre du Brésil est exporté pour la première fois à Lisbonne[17].
  - première mention des arachides par les Espagnols[18].
- 1526-1531 : phase climatique cyclonique et dépressionnaire en Europe ; printemps et étés froids et humides en France. Vendanges tardives. Mauvaises récoltes céréalières accompagnées de famines et d’émeutes frumentaires dans toute la France (1529), notamment celle de la Grande Rebeyne à Lyon[19].

- 1528 : 
  - Hernán Cortés revient en Espagne avec des fèves de cacao[18].
  - les haricots sont acclimatés à Rome par le chanoine italien Pierio Valeriano, protégé du pape Clément VII[18].

- Strasbourg imprime soixante mille à quatre-vingt-dix mille exemplaires de livres chaque année. L'industrie du livre stimule l'économie locale : papeterie, fonderie, mines de plomb et d'argent dans les Vosges[12].

## Démographie
- Tenochtitlán compte 360 000 habitants (3e rang mondial). L’empire aztèque est peuplé de 25 millions d’Indiens. De 500 000 à 1,5 million d’Indiens peuplent le Nord du continent.
- Constantinople compte alors de 400 000 à 700 000 habitants (3 fois plus que Paris). L’Empire ottoman passe pendant le XVIe siècle de 12 à 35 millions d’habitants.
- La population de l’Angleterre est estimée à 2 500 000 habitants.